# Marcipa silvicola
Marcipa silvicola là một loài bướm đêm trong họ Erebidae.